# Ліга чемпіонів КОНКАКАФ 2021
Ліга чемпіонів КОНКАКАФ 2021 (офіційно англ. 2021 Scotiabank CONCACAF Champions League) — 56-й турнір між найкращими клубами Північної, Центральної Америки та Карибського басейну і 13-й у теперішньому форматі. Переможець турніру, мексиканський Монтеррей отримав право зіграти у Клубному чемпіонаті світу 2021.

## Формат і учасники
В турнірі брали участь 16 клубів із 8 асоціацій. 9 клубів представляли Північну Америку, 6 - Центральну Америку, 1 - Карибський басейн.
| Раунд      | Перший матч       | Повторний матч     |
| ---------- | ----------------- | ------------------ |
| 1/8 фіналу | 7-9 квітня 2021   | 14-16 квітня 2021  |
| 1/4 фіналу | 28-29 квітня 2021 | 5-6 травня 2021    |
| 1/2 фіналу | 12-13 серпня 2021 | 16-17 вересня 2021 |
| Фінал      | 29 жовтня 2021    | 29 жовтня 2021     |

## 1/8 фіналу
| Команда 1          | Заг.    | Команда 2         | 1-й матч | 2-й матч |
| ------------------ | ------- | ----------------- | -------- | -------- |
| 7/14 квітня 2021   |         |                   |          |          |
| Марафон            | 2:7     | Портленд Тімберз  | 2:2      | 0:5      |
| Алахуеленсе        | 0:2     | Атланта Юнайтед   | 0:1      | 0:1      |
| Аркає              | 0:8     | Крус Асуль        | 0:0      | 0:8      |
| 8/15 квітня 2021   |         |                   |          |          |
| Депортіво Сапрісса | 0:5     | Філадельфія Юніон | 0:1      | 0:4      |
| Леон               | 2:3     | Торонто           | 1:1      | 1:2      |
| Олімпія            | 2:2 (ч) | Клуб Америка      | 1:2      | 1:0      |
| 9/16 квітня 2021   |         |                   |          |          |
| Реал Естелі        | 0:5     | Коламбус Крю      | 0:4      | 0:1      |
| Атлетико Пантоя    | 1:6     | Монтеррей         | 0:3      | 1:3      |

## 1/4 фіналу
| Команда 1               | Заг. | Команда 2         | 1-й матч | 2-й матч |
| ----------------------- | ---- | ----------------- | -------- | -------- |
| 28 квітня/5 травня 2021 |      |                   |          |          |
| Атланта Юнайтед         | 1:4  | Філадельфія Юніон | 0:3      | 1:1      |
| Торонто                 | 1:4  | Крус Асуль        | 1:3      | 0:1      |
| 29 квітня/6 травня 2021 |      |                   |          |          |
| Портленд Тімберз        | 2:4  | Клуб Америка      | 1:1      | 1:3      |
| Коламбус Крю            | 2:5  | Монтеррей         | 2:2      | 0:3      |

## 1/2 фіналу
| Команда 1                 | Заг. | Команда 2         | 1-й матч | 2-й матч |
| ------------------------- | ---- | ----------------- | -------- | -------- |
| 12 серпня/17 вересня 2021 |      |                   |          |          |
| Монтеррей                 | 5:1  | Крус Асуль        | 1:0      | 4:1      |
| 13 серпня/16 вересня 2021 |      |                   |          |          |
| Клуб Америка              | 4:0  | Філадельфія Юніон | 2:0      | 2:0      |

## Фінал
| 29 жовтня 2021 05:00 (EEST) |

| Монтеррей     | 1:0      | Клуб Америка |
| ------------- | -------- | ------------ |
| Фунес Морі 9' | Протокол |              |

| Естадіо BBVA, Гуадалупе Глядачів: 40 170 Арбітр: Фернандо Ернандес |